# Палацоло сул’Ољо
Палацоло сул’Ољо (итал. Palazzolo sull'Oglio) је насеље у Италији у округу Бреша, региону Ломбардија.
Према процени из 2011. у насељу је живело 17.973 становника. Насеље се налази на надморској висини од 182 м.

## Становништво
Према резултатима пописа становништва 2011. у општини је живело 19.472 становника.
| 1951.  | 1961.  | 1971.  | 1981.  | 1991.  | 2001.  | 2011.  |
| ------ | ------ | ------ | ------ | ------ | ------ | ------ |
| 14.923 | 16.106 | 16.585 | 16.766 | 16.270 | 17.330 | 19.472 |